# William Gordon
William Gordon (1791-1839) was een fluitist van Schotse komaf. Hij was leerling van Louis Drouet en de mede-uitvinder van de Böhmfluit. 
Gordon kwam uit Schotland en was soldaat in Zwitserland. Hij maakte deel uit van de Zwitserse Garde voor de koning van Frankrijk. Hij keerde terug naar Londen in 1830, waar hij de fluit probeerde te verbeteren. Hij laat twee van zijn fluiten produceren door Rudall en Rose. Deze instrumenten waren een grote verbetering van de klank, als gevolg van een nieuwe positie van de toongaten en kleppen. Hij verbindt zich aan Theobald Böhm in 1831 en wordt zo mede-uitvinder van diens ontwerp: de Böhmfluit.
- Library of Congress Control Number: no95046412
- Virtual International Authority File: 48813937
- WorldCat: E39PBJhxkfKydYWQtjkM6XkFKd